# Contee di Taiwan

Contee, città provinciali e municipalità speciali

Le contee di Taiwan sono la suddivisione amministrativa di primo livello del Paese e ammontano a 13; ad esse sono equiordinate 3 città provinciali e 6 municipalità speciali.
In passato avevano rilevanza amministrativa anche le due province di Taiwan e del Fujian.
Le città provinciali e le municipalità speciali si articolano a loro volta in distretti.
Sia le contee che i distretti raggruppano città, centri urbani, centri rurali e centri indigeni.

## Lista
| Mappa                 | Bandiera | Suddivisione           | Endonimo                    | Capoluogo                     | Popolazione (2020) | Superficie (km2) |
| Contee                | Contee   | Contee                 | Contee                      | Contee                        | Contee             | Contee           |
| --------------------- | -------- | ---------------------- | --------------------------- | ----------------------------- | ------------------ | ---------------- |
|                       |          | Contea di Changhua     | 彰化縣 Zhānghuà Xiàn        | Changhua                      | 1 266 670          | 1 074,40         |
|                       |          | Contea di Chiayi       | 嘉義縣 Jiāyì Xiàn           | Taibao                        | 499 481            | 1 901,67         |
|                       |          | Contea di Hsinchu      | 新竹縣 Xīnzhú Xiàn          | Zhubei                        | 570 775            | 1 427,59         |
|                       |          | Contea di Hualien      | 花蓮縣 Huālián Xiàn         | Hualien                       | 324 372            | 4 628,57         |
|                       |          | Kinmen                 | 金門縣 Jīnmén Xiàn          | Jincheng                      | 140 597            | 153,06           |
|                       |          | Contea di Lienchiang   | 連江縣 Liánjiāng Xiàn       | Nangan                        | 13 279             | 29,60            |
|                       |          | Contea di Miaoli       | 苗栗縣 Miáolì Xiàn          | Miaoli                        | 542 590            | 308,08           |
|                       |          | Contea di Nantou       | 南投縣 Nántóu Xiàn          | Nantou                        | 490 832            | 4 106,44         |
|                       |          | Contea di Penghu       | 澎湖縣 Pénghú Xiàn          | Magong                        | 105 952            | 126,86           |
|                       |          | Contea di Pingtung     | 屏東縣 Píngdōng Xiàn        | Pingtung                      | 812 658            | 2 775,60         |
|                       |          | Contea di Taitung      | 臺東縣, 台東縣 Táidōng Xiàn | Taitung                       | 215 261            | 3 515,25         |
|                       |          | Contea di Yilan        | 宜蘭縣 Yílán Xiàn           | Yilan                         | 453 087            | 2 143,63         |
|                       |          | Contea di Yunlin       | 雲林縣 Yúnlín Xiàn          | Douliu                        | 676 873            | 1 290,84         |
| Città provinciali     |          |                        |                             |                               |                    |                  |
|                       |          | Chiayi Jiāyì Shì       | 嘉義市                      | Distretto Orientale           | 266 005            | 60,03            |
|                       |          | Hsinchu Xīnzhú Shì     | 新竹市                      | Distretto Settentrionale      | 451 412            | 104,15           |
|                       |          | Keelung Jīlóng Shì     | 基隆市                      | Distretto di Jhongjheng       | 367 577            | 132,76           |
| Municipalità speciali |          |                        |                             |                               |                    |                  |
|                       |          | Kaohsiung Gāoxióng Shì | 高雄市                      | Distretto di Lingya, Fengshan | 2 765 932          | 2 951,85         |
|                       |          | Nuova Taipei           | 新北市 Xīnběi Shì           | Distretto di Banqiao          | 4 030 954          | 2 052,57         |
|                       |          | Taichung               | 臺中市, 台中市 Táizhōng Shì | Distretto di Xitun            | 2 820 787          | 2 214,90         |
|                       |          | Tainan                 | 臺南市, 台南市 Táinán Shì   | Distretto di Anping, Xinying  | 1 874 917          | 175,65           |
|                       |          | Taipei                 | 臺北市, 台北市 Táiběi Shì   | Distretto di Xinyi            | 2 602 418          | 271,8            |
|                       |          | Taoyuan                | 桃園市 Táoyuán Shì          | Distretto di Taoyuan          | 2 268 807          | 1 220,95         |